# Лібертаріанство в США
У Сполучених Штатах лібертаріанство - це політична філософія, яка заохочує особисту свободу.  Відповідно до загальноприйнятих значень консерватизму та лібералізму в Сполучених Штатах, лібертаріанство було описано як консервативний в економічних питаннях (фіскальний консерватизм) і ліберальний у питаннях особистої свободи (культурний лібералізм),  часто асоціюється із зовнішньою політикою невтручання.  Загалом, існує чотири основні традиції в рамках лібертаріанства, а саме лібертаріанство, яке розвинулося в середині 20 століття з традиції відродження класичного лібералізму в Сполучених Штатах  після лібералізму, пов’язаного з Новим курсом;  лібертаріанство, розроблене в 1950-х роках анархо-капіталістичним автором Мюрреєм Ротбардом, який базувався на анти-новому курсі Старих правих і лібертаріанства 19-го століття та американських анархістів-індивідуалістів, таких як Бенджамін Такер і Лізанд р Спунер, одночасно відкидаючи трудову теорію вартість на користь економіки австрійської школи та суб'єктивної теорії вартості  лібертаріанство, розроблене в 1970-х роках Робертом Нозіком і засноване на американській та європейській класичній ліберальній традиції;  і лібертаріанство, пов'язане з Лібертаріанською партією, яка була заснована в 1971 році, включаючи таких політиків, як Девід Нолан  і Рон Пол.
Праве лібертаріанство, пов’язане з такими людьми, як Мюррей Ротбард і Роберт Нозік  чия книга «Анархія, держава та утопія» привернула значну увагу в академічних колах, згідно з Девідом Льюїсом Шефером,  є домінуючою формою лібертаріанства в Сполучених Штатів порівняно з лівим лібертаріанством.  Останній асоціюється з лівим крилом сучасного лібертаріанського руху  а нещодавно з політичними позиціями, пов’язаними з академічними філософами Гіллелем Штайнером, Філіпом Ван Парейсом і Пітером Валлентайном, які поєднують почуття власної власності з егалітарним підходом до природних ресурсів;  він також пов’язаний з антикапіталістичними анархістськими напрямками вільного ринку, такими як лівий ринковий анархізм, який називають ринково-орієнтованим лівим лібертаріанством, щоб відрізнити його від інших форм лібертаріанства.
Лібертаріанство включає анархістські та лібертарно-соціалістичні течії, хоча вони не настільки поширені, як в інших країнах. Мюррей Букчін,  лібертаріанець цієї соціалістичної традиції, стверджував, що анархісти, лібертаріанські соціалісти та ліві повинні відновити термін «лібертаріанець», пропонуючи цим іншим самопроголошеним лібертаріанцям замість цього перейменувати себе в власників.  Хоча всі лібертаріанці виступають проти державного втручання, існує поділ між анархістами чи соціалістичними лібертаріанцями, а також анархо-капіталістами, такими як Ротбард і Девід Д. Фрідман, які дотримуються антидержавної позиції, розглядаючи державу як непотрібне зло; мінархісти, такі як Нозік, які визнають необхідну потребу в мінімальній державі, яку часто називають державою нічного сторожа;  і класичні ліберали, які підтримують мінімізований малий уряд  і серйозну зміну системи соціальної держави.
Основною лібертаріанською партією в Сполучених Штатах є Лібертаріанська партія. Однак лібертаріанці також представлені в Демократичній і Республіканській партіях, тоді як інші є незалежними. Gallup виявив, що виборці, які вважають себе лібертаріанцями, коливаються від 17 до 23% американського електорату.  Жовтий, політичний колір, який асоціюється з лібералізмом у всьому світі, також використовувався як політичний колір для сучасного лібертаріанства в Сполучених Штатах.  Прапор Гадсдена та прапор Пайн-Трі, символи, вперше використані американськими революціонерами, часто використовуються лібертаріанцями та лібертаріанським рухом Tea Party.
Хоча лібертаріанець продовжує широко використовуватись для позначення антидержавних соціалістів на міжнародному рівні,  його значення в Сполучених Штатах відхилилося від його політичного походження настільки, що загальне значення слова «лібертаріанець» у Сполучених Штатах відрізняється від інших.  Лібертаріанська партія стверджує такі основні переконання лібертаріанства: «Лібертаріанці підтримують максимальну свободу як в особистих, так і в економічних питаннях. Вони виступають за набагато менший уряд; такий, який обмежується захищаючи людей від примусу та насильства. Лібертаріанці, як правило, сприймають особисту відповідальність, виступають проти урядової бюрократії та податків, сприяють приватній благодійності, толерантно ставляться до різноманітних способів життя, підтримують вільний ринок і захищають громадянські свободи».  Лібертаріанці працювали над реалізацією своїх ідей через Лібертаріанську партію, Проект вільної держави, агоризм та інші форми активізму.

## Визначення
Починаючи з 19 століття термін «лібертаріанець» позначав прихильників свободи волі або будь-кого, хто загалом виступав за свободу, але його довгий зв’язок з анархізмом тягнеться принаймні до 1858 року, коли він використовувався для назви Нового Йоркський анархістський журнал Le Libertaire.  Наприкінці 19 століття (приблизно в 1880-х і 1890-х роках) анархіст Себастьєн Фор використовував термін «лібертаріанець», щоб розрізнити анархістів і авторитарних соціалістів.  Хоча термін «лібертаріанець» в основному був синонімом анархізму,  останнім часом його значення розбавилося ширшим прийняттям ідеологічно розрізненими групами.  Як термін, лібертаріанець може включати як нових лівих, так і лібертаріанських марксистів (які не асоціюються з авангардною партією ), а також крайніх лібералів (переважно стурбованих громадянськими свободами ). Крім того, деякі анархісти використовують термін лібертаріанський соціаліст, щоб уникнути негативних конотацій анархізму та підкреслити його зв’язок із соціалізмом.
Відродження ідеологій вільного ринку в середині-кінці 20 століття супроводжувалося розбіжностями щодо того, як назвати цей рух. Хоча багато його прихильників віддають перевагу терміна лібертаріанець, багато консервативних лібертаріанців відкидають асоціацію цього терміна з новими лівими 1960-х років і його конотаціями розпусного гедонізму.  Рух розділений щодо використання консерватизму як альтернативи.  Ті, хто прагне як економічної, так і соціальної свободи в рамках капіталістичного порядку, були б відомі як ліберали, але цей термін викликав асоціації, протилежні обмеженому уряду, низькому оподаткуванню, мінімальній державі, яку відстоював рух.  Варіанти назви руху за відродження вільного ринку включають класичний лібералізм, економічний лібералізм, лібералізм вільного ринку та неолібералізм.  Термін «лібертаріанець» або «економічний лібертаріанець» має найбільше розмовного визнання для опису члена руху, причому останній термін базується як на пріоритеті економіки в ідеології, так і на її відмінності від лібертаріанців нових лівих.
За словами Яна Адамса: «Ідеологічно всі партії США є ліберальними і завжди були такими. По суті, вони сповідують класичний лібералізм, який є формою демократизованого конституціоналізму вігів плюс вільний ринок. Розбіжність полягає у впливі соціального лібералізму» та відповідну роль уряду.  Деякі сучасні американські лібертаріанці відрізняються від панівної лібертаріанської традиції своїм ставленням до власності та капіталу. Хоча як історичний лібертаріанство, так і сучасний економічний лібертаріанство поділяють загальну антипатію до влади уряду, останній виключає владу, яка використовується через капіталізм вільного ринку. Історично склалося так, що лібертаріанці, зокрема Герберт Спенсер і Макс Штірнер, певною мірою підтримували захист свободи особи від повноважень як уряду, так і власників приватної власності.  Навпаки, засуджуючи посягання уряду на особисті свободи, деякі сучасні американські лібертаріанці підтримують свободи, засновані на правах приватної власності. Теоретик анархо-капіталізму Мюррей Ротбард стверджував, що протестувальники повинні орендувати вулицю для протесту у її власників. Скасування громадських зручностей є загальною темою в деяких сучасних американських лібертаріанських творах.

## Історія

### 18 століття
Протягом 18 століття та епохи Просвітництва   ідеї процвітали в Європі та Північній Америці.  Для філософа Родеріка Т. Лонга лібертаріанці «поділяють спільне – або, принаймні, часткове інтелектуальне походження. [Лібертаріанці] [...] стверджують, що англійські левеллери XVII століття та французькі енциклопедисти XVIII століття є серед своїх ідеологічні предки [...] зазвичай поділяють захоплення Томасом Джефферсоном  і Томасом Пейном».
Декларація незалежності Сполучених Штатів була натхненна заявою Лока: «Щоб забезпечити ці права, серед людей встановлюються уряди, які отримують свої справедливі повноваження зі згоди керованих. Щоразу, коли будь-яка форма правління стає руйнівною для цих кінців, це право людей змінити або скасувати його».  За словами американського історика Бернарда Бейліна, під час і після Американської революції «головні теми лібертаріанства вісімнадцятого століття були реалізовані» в конституціях, біллях про права та обмеженнях законодавчої та виконавчої влади, включаючи обмеження щодо початку війни.
За словами Мюррея Ротбарда, лібертаріанське кредо виникло з класичних ліберальних викликів «абсолютній центральній державі та королю, який править  божественним правом поверх старішої, обмежувальної мережі феодальних земельних монополій і контролю та обмежень міських гільдій», а також меркантилізм бюрократично-ворогуючої держави в союзі з привілейованими купцями. Метою класичних лібералів була індивідуальна свобода в економіці, особистих свободах і громадянській свободі, відокремлення держави від релігії та мир як альтернатива імперському посиленню. Він цитує сучасників Локка, левеллерів, які дотримувалися подібних поглядів. Також впливовими були англійські Листи Катона на початку 1700-х років, які охоче передруковували американські колоністи, які вже були вільні від європейської аристократії та феодальної земельної монополії.
У січні 1776 року, лише через два роки після приїзду до Америки з Англії, Томас Пейн опублікував свою брошуру «Здоровий глузд», закликаючи до незалежності колоній.  Пейн пропагував класичні ліберальні ідеї чіткою та лаконічною мовою, яка дозволяла широкій громадськості зрозуміти дебати між політичними елітами.  Common Sense був надзвичайно популярним у поширенні цих ідей, продавши сотні тисяч примірників.  Пізніше Пейн напише «Права людини» та «Епоху розуму» та бере участь у Французькій революції.  Теорія власності Пейна продемонструвала «лібертаріанську стурбованість» перерозподілом ресурсів.

### 19 і 20 століття
У 19 столітті лібертаріанська філософія включала лібертаріанський соціалізм і анархічні школи думки, такі як індивідуалістичний і соціальний анархізм. Серед ключових лібертаріанських мислителів були Бенджамін Такер,  Лізандер Спунер,  Стівен Перл Ендрюс і Вільям Батчелдер Грін тощо.  Хоча більшість із цих анархістських мислителів виступали за скасування держави, інші ключові лібертаріанські мислителі та письменники, такі як Генрі Девід Торо,  Ральф Волдо Емерсон  і Спунер у No Treason: The Constitution of No Authority   стверджував, що уряд має бути зведений до мінімуму, і що він є законним лише в тій мірі, в якій люди добровільно підтримують, залишаючи значний відбиток на лібертаріанство в Сполучених Штатах. Використання терміна лібертаріанство для опису лівої позиції було простежено до французького спорідненого слова libertaire, слова, введеного в листі, який французький комуніст-лібертаріанець Жозеф Дежак написав анархісту П’єру-Жозефу Прудону в 1857 році.  Перебуваючи в Нью-Йорку, Дежак зміг опублікувати свою книгу L'Humanisphère, Utopie anarchique (Гуманісфера: анархічна утопія ) у своєму періодичному виданні Le Libertaire, Journal du Mouvement Social (Лібертаріанець: Журнал соціального руху), опублікованому в 27 випусках з 9 червня 1858 року до 4 лютого 1861р. Le Libertaire буд перший лібертаріанський комуністичний журнал, виданий у Сполучених Штатах, а також перший анархістський журнал, який використовував лібертаріанську термінологію.  Такер був першим американцем, який почав використовувати лібертаріанство. Приблизно на початку 20-го століття розквіт індивідуалістичного анархізму минув.
На початку 20-го століття Лібертаріанська ліга була анархістською та лібертаріанською соціалістичною організацією. Перша Лібертаріанська ліга була заснована в Лос-Анджелесі між двома світовими війнами.  Він був заснований в основному Кассіусом В. Куком, Чарльзом Т. Спрадінгом, Кларенсом Лі Шварцем, Генрі Коеном, Гансом Ф. Росснером і Томасом Беллом.  У 1954 році в Нью-Йорку було засновано другу Лібертаріанську лігу як політичну організацію на основі Лібертаріанського книжкового клубу. Серед учасників були Сем Долгоф, Рассел Блеквелл, Дейв Ван Ронк, Енріко Аррігоні та Мюррей Букчін. Ця Лібертаріанська Ліга мала більш вузький політичний фокус, ніж перша, пропагуючи анархізм і синдикалізм. Її центральним принципом, викладеним у її журналі «Погляди та коментарі», була «рівна свобода для всіх у вільному соціалістичному суспільстві».  Відділення Лібертаріанської ліги відкрилися в ряді інших американських міст, включаючи Детройт і Сан-Франциско. Був розпущений наприкінці 1960-х років.
У 1960-х роках також відбувся альянс між новими лівими, що зароджувалися, та іншими радикальними лібертаріанцями, які походили зі старих правих традицій, як-от Мюррей Ротбард, Рональд Радош  і Карл Гесс  в опозиції до імперіалізму та війни, особливо щодо до війни у В'єтнамі та протидії їй. Ці радикали давно сприйняли читання американської історії, яке наголошувало на ролі привілеїв еліти у формуванні правових і політичних інституцій, яке, природно, було приємним для багатьох лівих, дедалі більше шукаючи альянсів з лівими, особливо з членами нових лівих, у світлі війни у В’єтнамі  призов до армії та поява руху Black Power.  Ротбард стверджував, що загальноприйнятий погляд на економічну історію Америки, згідно з яким благодійний уряд використовував свою владу для протидії корпоративному грабіжництву, є фундаментально хибним. Швидше він стверджував, що державне втручання в економіку значною мірою принесло користь відомим гравцям за рахунок маргіналізованих груп, на шкоду як свободі, так і рівності. Крім того, період баронів-розбійників, який прославляли правиці та зневажали ліві як час розквіту laissez-faire, взагалі не характеризувався laissez-faire, але насправді це був час масових державних привілеїв, наданих капіталу.  Разом із наголосом на тісному зв’язку між державою та корпоративною владою, він захищав захоплення корпорацій, залежних від щедрості держави, робітниками та іншими.  Ця традиція продовжуватиметься протягом 20-го та 21-го століть, будучи підхопленою ліво-лібертаріанським  антикапіталізмом вільного ринку агоризмом Самуеля Едварда Конкіна III  та лівий ринковий анархізм.

### Середина 20 ст
У середині 20-го століття багато хто зі старих правих або класичних ліберальних переконань почали називати себе лібертаріанцями.  Такі важливі американські письменники, як Роуз Уайлдер Лейн, Генрі Луїс Менкен, Альберт Джей Нок, Ізабель Патерсон, Леонард Рід (засновник Фонду економічної освіти ) та європейські іммігранти Людвіг фон Мізес і Айн Ренд продовжували інтелектуальну лібертаріанську традицію. У художній літературі можна згадати працю наукового фантаста Роберта А. Гайнлайна, чиї твори мали лібертаріанський підґрунтя. Менкен і Нок були першими видатними діячами Сполучених Штатів, які приватно називали себе лібертаріанцями.  Вони вважали, що Франклін Д. Рузвельт використав слово «ліберал» для своєї політики Нового курсу, проти якої вони виступали, і використовував «лібертаріанство», щоб позначити свою відданість індивідуалізму. У 1923 році Менкен писав: «Моя літературна теорія, як і моя політика, ґрунтується головним чином на одній ідеї, а саме на ідеї свободи. Я, на мою думку, лібертаріанець найбільшого різновиду».
До середини 20 століття не використовувалося жодного слова для опису світогляду цієї групи мислителів. Більшість із них назвали б себе лібералами до Нового курсу, але до середини 1930-х років слово лібералізм широко використовувалося для позначення соціального лібералізму. Слово ліберал перестало стосуватися підтримки прав особистості та обмеженого уряду, а натомість стало позначати ліві ідеї, які в іншому місці розглядатимуться як соціал-демократичні. Американські прихильники класичного лібералізму оплакували втрату слова ліберальний і шукали, щоб інші замінили його.

У серпні 1953 року Макс Істман запропонував терміни «новий лібералізм» і «ліберальний консерватор», які зрештою не були прийняті.  У травні 1955 року термін лібертаріанець вперше був публічно використаний у Сполучених Штатах як синонім класичного ліберала, коли письменник Дін Рассел (1915–1998), колега Леонарда Ріда і сам класичний ліберал, запропонував лібертаріанське рішення та обґрунтував вибір слова так:
Багато з нас називають себе «лібералами». І правда, що слово «ліберал» колись описувало людей, які поважали особистість і боялися застосування масового примусу. Але ліві тепер спотворили цей колись гордий термін, щоб ідентифікувати себе та свою програму більшої державної власності на власність і більшого контролю над людьми. У результаті ті з нас, хто вірить у свободу, повинні пояснити, що коли ми називаємо себе лібералами, ми маємо на увазі лібералів у незіпсованому класичному сенсі. У кращому випадку це незручно і викликає непорозуміння. Ось пропозиція: нехай ті з нас, хто любить свободу, позначають і залишають для власного користування добре й почесне слово «лібертаріанець». 
Згодом все більше американців із класичними ліберальними переконаннями в Сполучених Штатах почали називати себе лібертаріанцями. Особою, яка найбільше відповідає за популяризацію терміна лібертаріанець, був Мюррей Ротбард, який почав публікувати лібертаріанські праці в 1960-х роках.  До 1950-х Генрі Менкен і Альберт Джей Нок були першими видатними діячами в Сполучених Штатах, які приватно називали себе лібертаріанцями.  У 1950-х роках російсько-американська письменниця Айн Ренд розробила філософську систему під назвою «Об’єктивізм», виражену в її романах «Джерело» та «Атлант розправив плечі», а також в інших творах, які вплинули на багатьох лібертаріанців.  Однак вона відкинула ярлик лібертаріанської та різко засудила лібертаріанський рух як «праві хіпі».  Тим не менш, філософ Джон Госперс, який колись був членом найближчого оточення Ренда, запропонував принцип неініціації сили для об’єднання обох груп — це твердження згодом стало обов’язковим зобов’язанням для кандидатів від Лібертаріанської партії та Хосперсів. сам став її першим кандидатом у президенти в 1972 році.  Разом з Ізабель Патерсон і Роуз Уайлдер Лейн, Ренд описують як одну з трьох жінок-засновниць сучасного лібертаріанського руху в Сполучених Штатах.
Хоча й зазнали впливу робіт американських анархістів-індивідуалістів 19-го століття, самі зазнали впливу класичного лібералізму.  Ротбард вважав, що вони неправильно розуміли економіку, тому що вони прийняли трудову теорію вартості під впливом класичних економістів, коли він вивчав неокласичну економіку, і підтримували суб'єктивну теорію вартості. Ротбард намагався поєднати захист вільних ринків і приватного захисту американських індивідуалістів XIX століття з принципами австрійської економіки, стверджуючи, що існує «наукове пояснення функціонування вільного ринку (і наслідків державного втручання в цей ринок) ), які анархісти-індивідуалісти могли б легко включити у своє політичне та соціальне світовідчуття».
Лібертаріанський виклик сенатора від Аризони Баррі Голдуотера владі мав великий вплив на лібертаріанський рух  через його книгу «Совість консерватора» та його президентську кампанію 1964 року.  Автор промов Голдуотера Карл Гесс став провідним лібертаріанським письменником і активістом.  Війна у В’єтнамі розколола непростий альянс між дедалі більшою кількістю лібертаріанців, які визнавали себе, і консерваторів-традиціоналістів, які вірили в обмеження свободи для підтримки моральних чеснот. Лібертаріанці, які виступали проти війни, приєдналися до руху опору та миру та організацій, таких як Студенти за демократичне суспільство. Вони почали засновувати власні видання, як-от «Лібертаріанський форум» Ротбарда  і організації, як-от «Радикальний лібертаріанський альянс».  Розкол загострився на конвенції «Молоді американці за свободу» 1969 року, коли понад 300 лібертаріанців скоординовано взяли контроль над організацією у консерваторів. Спалення візитної картки на знак протесту проти пропозиції консерваторів проти опору призову спричинило фізичні зіткнення між відвідувачами конвенції, вихід великої кількості лібертаріанців, створення лібертаріанських організацій, таких як Товариство індивідуальної свободи, і спроби залучити потенційних лібертаріанців із консерваторів.  Розкол завершився в 1971 році, коли лідер консерваторів Вільям Ф. Баклі-молодший спробував відокремити лібертаріанство від руху, написавши в статті в New York Times наступне: «Ідеологічна розпуста, яка сьогодні лютує в Америці, робить анархію привабливою для навіть до геніально простодушного».
В результаті розколу невелика група американців на чолі з Девідом Ноланом і кількома друзями сформувала Лібертаріанську партію в 1971 році.  Залучаючи колишніх демократів, республіканців і незалежних кандидатів, вона висувала кандидата в президенти кожного року виборів, починаючи з 1972 року. Протягом багатьох років у світі були створені десятки лібертаріанських політичних партій. Освітні організації, такі як Центр лібертаріанських досліджень та Інститут Катона, були створені в 1970-х роках, і з того часу були створені інші.  Філософський лібертаріанізм отримав значне визнання в академічному середовищі з публікацією в 1974 році книги професора Гарвардського університету Роберта Нозіка «Анархія, держава та утопія», відповіді на «Теорію справедливості» Джона Роулза (1971). Книга пропонувала мінімальну державу на тій підставі, що це неминуче явище, яке може виникнути без порушення прав особистості.  Книга отримала Національну книжкову премію в 1975 році.  За словами лібертаріанського есеїста Роя Чайлдса, «Анархія, держава та утопія Нозіка одноосібно встановили легітимність лібертаріанства як політичної теорії в науковому світі».
Британські історики Емілі Робінсон, Камілла Шофілд, Флоренс Саткліфф-Брейтвейт і Наталі Томлінсон стверджували, що до 1970-х років британці були зацікавлені у визначенні та відстоюванні своїх індивідуальних прав, ідентичності та перспектив. Вони вимагали більшої особистої автономії та самовизначення та меншого зовнішнього контролю. Вони сердито скаржилися, що заклад приховує це. Вони стверджують, що ця зміна занепокоєнь допомогла спричинити тетчеризм і була включена в привабливість тетчеризму.  Після відродження неолібералізму в 1970-х роках ця форма лібертаріанства поширилася за межі Північної Америки та Європи,  маючи більший успіх у поширенні по всьому світу, ніж інші консервативні ідеї.  Було зазначено, що «[більшість] правих партій [сьогодні] керуються економічно ліберальними консерваторами, які різною мірою маргіналізували соціальних, культурних і національних консерваторів».

### Кінець 20 століття
Вчені, а також прихильники капіталістичної перспективи вільного ринку відзначають, що лібертаріанство поширилося за межі Сполучених Штатів з 1970-х років через аналітичні центри та політичні партії  і що лібертаріанство все більше розглядається як капіталістична позиція вільного ринку.  Однак лібертаріанські інтелектуали Ноам Хомскі,  Колін Уорд  та інші стверджують, що міжнародне співтовариство вважає термін лібертаріанізм синонімом анархізму та лібертаріанського соціалізму і що Сполучені Штати унікальні тим, що широко асоціюють його з капіталістична ідеологія вільного ринку.  Сучасний лібертаріанство в Сполучених Штатах в основному відноситься до класичного та економічного лібералізму. Він підтримує підходи капіталістичного вільного ринку, а також неоліберальну політику та реформи економічної лібералізації, такі як жорстка економія, дерегуляція, вільна торгівля, приватизація та скорочення державних витрат з метою підвищення ролі приватного сектора в економіці та суспільстві.  Це не схоже на загальноприйняте значення  лібертаріанства в інших місцях,  де лібертаріанство використовується для позначення значною мірою збігається правий лібертаріанізм, найпопулярніша концепція лібертаріанства в Сполучених Штатах, де сам термін був вперше введений і використаний Джозефом Дежаком для позначення нової політичної філософії, яка відкидає будь-яку владу та ієрархії, включаючи ринок і власність.
У 1975 році в інтерв’ю Reason губернатор Каліфорнії Рональд Рейган звернувся до лібертаріанців, заявивши, що «вважають, що серцем і душею консерватизму є лібертаріанство».  Рон Пол був одним із перших обраних посадовців у країні, який підтримав президентську кампанію Рейгана, і активно агітував за Рейгана в 1976 та 1980 роках.  Однак після виборів Рейгана Пол швидко розчарувався в політиці адміністрації Рейгана. у 1980 році, а пізніше нагадав, що був єдиним республіканцем, який голосував проти Рейгана бюджетні пропозиції в 1981 році,  приголомшений тим, що «у 1977 році Джиммі Картер запропонував бюджет із дефіцитом у 38 мільярдів доларів, і всі республіканці в палаті проголосували проти нього. У 1981 році Рейган запропонував бюджет із дефіцитом у 45 мільярдів доларів – яка виявилася в 113 мільярдів доларів – і республіканці раділи його великій перемозі. Вони жили в країні казок».  Пол висловив свою огиду до політичної культури обох основних партій у промові, виголошеній у 1984 році після відставки з Палати представників, щоб підготуватися до невдалої кандидатури в Сенат, і зрештою вибачився перед своїми друзями-лібертаріанцями за підтримку Рейгана.  До 1987 року Пол був готовий розірвати всі зв’язки з Республіканською партією, як пояснювалося в бурхливому листі про відставку.  Будучи в різний час членом Лібертаріанської та Республіканської партій, Пол сказав, що в душі завжди був лібертаріанцем.  Пол був кандидатом у президенти від Лібертаріанської партії в 1988 році.
У 1980-х такі лібертаріанці, як Пол і Ротбард  критикували президента Рейгана, рейганоміку та політику адміністрації Рейгана, серед інших причин, через те, що великий торговий дефіцит Сполучених Штатів перетворився на борг, а Сполучені Штати стали країна-боржник вперше після Першої світової війни за адміністрації Рейгана.  Ротбард стверджував, що президентство Рейгана було «катастрофою для лібертаріанства в Сполучених Штатах», а Пол описав самого Рейгана як «драматичний провал».

### 21 століття
У 21-му столітті лібертаріанські групи успішно виступають за зниження податків і регуляторну реформу. У той час як деякі стверджують, що американська громадськість загалом відійшла від лібертаріанства після падіння Радянського Союзу, посилаючись на успіх міжнародних організацій, таких як NAFTA та все більш взаємозалежну глобальну фінансову систему,  інші стверджують, що лібертаріанські ідеї просунулися настільки далеко в мейнстрім, що багато американців, які не вважають себе лібертаріанцями, тепер дотримуються лібертаріанських поглядів.  Опитування, проведені приблизно в 2006 році, показують, що погляди та виборчі звички від 10 до 20 відсотків (зростання) американців вікового віку, що мають право голосу, можна класифікувати як «фінансово консервативні та соціально ліберальні, або лібертаріанські».  Це ґрунтується на тому, що соціологи та дослідники визначають лібертаріанські погляди як фіскально консервативні та соціально ліберальні (на основі загальноприйнятих у США значеннях термінів) і проти втручання уряду в економічні справи та за розширення особистих свобод.  Через 20 опитувань на цю тему, які охоплювали 13 років, Gallup виявив, що виборці, які є лібертаріанцями в політичному спектрі, коливаються від 17 до 23% електорату.  Хоча лібертаріанці становлять більшу частину електорату, ніж широко обговорювані «футбольні мами» та «татусі NASCAR», це не є широко визнаним, оскільки більшість із них голосує за кандидатів від Демократичної та Республіканської партій, що змушує деяких лібертаріанців вважати, що поділ політичних уподобань людей на «консервативних», «ліберальних» і «розгублених» є неприйнятним.
У Сполучених Штатах лібертаріанці можуть наголошувати на економічній та конституційній, а не на релігійній та особистій політиці, або на особистій та міжнародній політиці, а не на економічній політиці, як-от рух Tea Party (заснований у 2009 році), який став основним джерелом поширення ідей лібертаріанських республіканців,  особливо суворе дотримання Конституції, зниження податків і протидія зростанню ролі федерального уряду в охороні здоров’я догляд. Проте опитування показують, що багато людей, які ідентифікують себе як учасники Tea Party, не дотримуються традиційних лібертаріанських поглядів на більшість соціальних питань і схильні проводити опитування так само, як соціально консервативні республіканці.  Під час президентських виборів 2016 року багато членів Tea Party зрештою відмовилися від більш лібертаріанських поглядів на користь Дональда Трампа та його правого популізму.  Крім того, Tea Party вважалося ключовою силою республіканців, які повернули собі контроль над Палатою представників у 2010 році.  Кампанії конгресмена від Техасу Рона Пола у 1988, 2008 та 2012 роках за висунення в президенти від Республіканської партії були переважно лібертаріанськими.  Разом з Голдуотером та іншими Пол популяризував економіку laissez-faire та лібертаріанську риторику на противагу інтервенціонізму та працював над проведенням деяких реформ. Подібним чином губернатор Каліфорнії та майбутній президент Сполучених Штатів Рональд Рейган звернувся до культурно-консервативних лібертаріанців через їх соціальний консерватизм і в інтерв’ю Reason 1975 року заявив: «Я вважаю, що серцем і душею консерватизму є лібертаріанство».  Однак багато лібертаріанців неоднозначно ставляться до президентської спадщини Рейгана через його соціальний консерватизм і те, як адміністрація Рейгана перетворила великий торговий дефіцит Сполучених Штатів на борг, зробивши Сполучені Штати державою-боржником вперше після Першої світової війни.  Рон Пол був пов'язаний з лібертаріанською республіканською партією свободи і заснував Кампанію за свободу, лібертаріанську членську та лобістську організацію.  Ренд Пол — сенатор, який продовжує традиції свого батька Рона Пола, хоча й більш помірковано, оскільки він описав себе як конституційний консерватор  і одночасно прийняв  і відкинув лібертаріанство.
З 2012 року колишній губернатор Нью-Мексико та двічі кандидат у президенти від Лібертаріанської партії Гері Джонсон є одним із публічних осіб лібертаріанського руху. Лібертаріанська національна конвенція 2016 року показала, що Джонсон і Білл Уелд були висунуті кандидатами в президенти 2016 року, що призвело до найуспішнішого результату для кандидатури в президенти третьої сторони з 1996 року та найкращого результату в історії Лібертаріанської партії за кількістю голосів. Джонсон отримав 3% голосів виборців, що становить понад 4,3 мільйона голосів.  Джонсон висловив бажання виграти принаймні 5% голосів, щоб кандидати від Лібертаріанської партії могли отримати рівний доступ до голосування та федеральне фінансування, поклавши край двопартійній системі.  Хоча деякі політичні коментатори описують сенатора Ренда Пола та конгресмена Томаса Мессі з Кентуккі як лібертаріанців-республіканців або лібертаріанців,  вони воліють ідентифікувати себе як конституційних консерваторів.  Одним із федеральних посадовців, який відкрито сповідує певну форму лібертаріанства, є конгресмен Джастін Амаш, який представляє 3-й виборчий округ Мічигану з січня 2011 року.  Спочатку обраний до Конгресу як республіканець,  Амаш покинув партію та став незалежним у липні 2019 року.  У квітні 2020 року Амаш приєднався до Лібертаріанської партії та став першим членом партії в Палаті представників.  Після Лібертаріанської національної конвенції 2022 року Кокус Мізеса, палеолібертаріанська фракція, стала домінуючою фракцією в Лібертаріанському національному комітеті.
Варіант неінтелектуального правого лібертаріанства, який описується як «зростання популярності», «зміна динаміки» консервативного руху в США  і навіть «в значній мірі визначає республіканську коаліцію»  у 2020-х роках охрестили «барним консерватизмом». Вперше введений у 2021 році  журналістом Родом Метью Уолтером, цей термін описує рух, основною базою підтримки якого є молоді нерелігійні чоловіки  і поєднує повну опозицію до політичної коректності та «вокізм» з більш традиційною лібертаріанською опозицією до контролю над пошуками задоволення (секс, азартні ігри, порнографія, алкоголь).
Антикапіталістичний лібертаріанізм нещодавно викликав новий інтерес на початку 21 століття. Зимовий випуск журналу лібертаріанських досліджень за 2006 рік, виданий Інститутом Мізеса, був присвячений рецензіям на дослідження Кевіна Карсона з мутуалістичної політичної економії.  Одним із різновидів цього виду лібертаріанства був відроджуваний мутуалізм, що включає сучасні економічні ідеї, такі як теорія граничної корисності, у мутуалістичну теорію.  Дослідження Карсона з мутуалістичної політичної економії допомогли стимулювати зростання мутуалізму нового стилю, сформулювавши версію трудової теорії вартості, що включає ідеї, взяті з австрійської економіки.
У 2022 році з’явився термін кремлінтаріан як опис особи, яка заявляє про лібертаріанську ідентичність, захищаючи поведінку тоталітарних режимів.

## Школи наукової думки

### Консеквенціалістський і деонтологічний лібертаріанізм
У лібертаріанстві існують загалом дві етичні точки зору, а саме консеквенціальний лібертаріанізм і деонтологічний лібертаріанство. Перший тип заснований на консеквенціалізмі, який враховує лише наслідки дій і правил під час оцінювання їх і вважає, що вільні ринки та сильні права власності мають хороші наслідки.  Другий тип заснований на деонтологічній етиці і є теорією, згідно з якою всі люди володіють певними природними або моральними правами, головним чином правом індивідуального суверенітету. Акти ініціювання сили та шахрайства є порушеннями прав, і це є достатньою причиною, щоб протистояти таким діям.
Деонтологічний лібертаріанізм підтримується Лібертаріанською партією. Для того, щоб стати членом-карткою, потрібно підписати присягу проти застосування сили для досягнення політичних чи соціальних цілей.  До відомих лібертаріанців-консеквенціалістів належать Девід Д. Фрідман,  Мілтон Фрідман, Фрідріх Гаєк,  Пітер Лісон, Людвіг фон Мізес  і Р. В. Бредфорд.  Видатні деонтологічні лібертаріанці включають Ганса-Германа Хоппе, Айн Ренд і Мюррея Ротбарда.
На додаток до консеквенціалістського лібертаріанства, пропагованого Гаєком, Марк Бевір вважає, що існує також ліве і праве лібертаріанство.

### Ліве і правий лібертаріанство
Ліво-лібертаріанство та право-лібертаріанство — це класифікація, яка використовується деякими політичними аналітиками, науковцями та медіа-джерелами в Сполучених Штатах, щоб порівняти споріднені, але різні підходи до лібертаріанської філософії.  Пітер Валлентайн визначає праволібертаріанство як те, що неволодіючі природні ресурси «можуть бути присвоєні першою особою, яка їх виявить, змішає з ними свою працю або просто претендує на них — без згоди інших, і з невеликою оплатою їм або без неї». Він протиставляє це лівому лібертаріанству, де такі «неприсвоєні природні ресурси належать кожному певною мірою егалітарним».  Подібним чином Шарлотта та Лоуренс Беккери стверджують, що лівий лібертаріанство найчастіше відноситься до політичної позиції, згідно з якою природні ресурси спочатку є загальною власністю, тоді як правий лібертаріанізм є політичною позицією, яка вважає, що вони спочатку не належать і тому можуть бути привласнені -заповіт приватних осіб без згоди інших осіб або з їхнього боку.
Послідовники Самуеля Едварда Конкіна III, які характеризували агоризм як форму лівого лібертаріанства  і стратегічну галузь лівого ринкового анархізму, використовують термінологію, викладену Родеріком Т. Лонгом, який описує лівих -лібертаріанство як «інтеграція, або я б стверджував, реінтеграція лібертаріанства з проблемами, які традиційно вважаються проблемами лівих. Це включає в себе турботу про розширення прав і можливостей працівників, турботу про плутократію, турботу про фемінізм і різні види соціальних рівність».  Конкін визначив правий лібертаріанізм як «активіста, організацію, публікацію чи течію, яка підтримує парламентаризм виключно як стратегію скорочення або скасування держави, як правило, виступає проти контрекономіки, або виступає проти Лібертаріанської партії, або працює, щоб перетягнути її в правий бік і віддає перевагу коаліціям з нібито консерваторами «вільного ринку».
Вважаючи, що важливою відмінністю для лібертаріанців є не ліві чи праві, а те, чи є вони «урядовими апологетами, які використовують лібертаріанську риторику для захисту державної агресії», Ентоні Грегорі описує лівий лібертаріанство як збереження інтересу до особистої свободи, симпатію до егалітаризму та протидію соціальна ієрархія, віддають перевагу ліберальному способу життя, протистоять великому бізнесу та мають опозицію нових лівих до імперіалізму та війни. Правий лібертаріанство описується як інтерес до економічної свободи, перевага консервативному способу життя, розгляд приватного бізнесу як «великої жертви держави» та перевага невтручання зовнішньої політики, поділяючи «опозицію імперії» старих правих.
Хоча деякі лібертаріанці, такі як Волтер Блок,  Гаррі Браун,  Леонард Рід  і Мюррей Ротбард  відкидають політичний спектр (особливо ліво-правий політичний спектр )  заперечуючи будь-які асоціації як з політичними правими, так і з лівими,  інші лібертаріанці, такі як Кевін Карсон,  Карл Гесс,  Родерік Т. Лонг  і Шелдон Річман  писали про ліву опозицію лібертаріанства до авторитарного правління і стверджував, що лібертаріанство є фундаментально лівою позицією.  Сам Ротбард раніше висловлював те саме, відкидаючи асоціацію етатизму з лівими.

### Тонке і товсте лібертаріанство
Тонке і товсте лібертаріанство - це два види лібертаріанства. Тонке лібертаріанство має справу з правовими питаннями, пов’язаними лише з принципом неагресії, і дозволяє людині виступати проти інших груп, якщо вони не підтримують застосування сили проти інших.  Волтер Блок є прихильником тонкого лібертаріанства.  Джеффрі Такер описує тонкий лібертаріанізм як «жорстокість», який він невигідно порівнює з «гуманітаризмом».
Товсте лібертаріанство йде далі, охоплюючи також моральні питання. Чарльз У. Джонсон описує чотири типи товщини, а саме товщину для нанесення, товщину від підстав, стратегічну товщину та товщину від наслідків.  Товстий лібертаріанізм іноді розглядається як більш гуманітарний, ніж тонкий лібертаріанізм.  Венді МакЕлрой заявила, що залишить рух, якщо товсте лібертаріанство переможе.
Стефан Кінселла взагалі відкидає дихотомію, пишучи: «Я ніколи не вважав, що парадигма «товстий-тонкий» є узгодженою, послідовною, чітко визначеною, необхідною чи навіть корисною. Вона сповнена «солом’яних людей» або, здається, намагається приписати собі заслугу очевидні й безперечні твердження».

## Організації

### Альянслібертаріанців
Альянс лібертаріанських лівих є ліво-лібертаріанською організацією, яка включає багатоспрямовану коаліцію агористів, геолібертаріанців, зелених лібертаріанців, лівих ротбардівців, мінархістів, мутуалістів і волюнтаріанців.

### Інститут Катона (Cato Institute)
Інститут Катона — це лібертаріанський аналітичний центр зі штаб-квартирою у Вашингтоні, округ Колумбія. Він був заснований як Фонд Чарльза Коха в 1974 році Едом Крейном, Мюрреєм Ротбардом і Чарльзом Кохом,  головою правління та головним виконавчим директором конгломерату Koch Industries, друга за величиною приватна компанія за доходом у Сполучених Штатах.  У липні 1976 року назву було змінено на Інститут Катона.
Інститут Катона був створений, щоб зосередитися на громадській пропаганді, висвітленні ЗМІ та суспільному впливі.  Відповідно до звіту Global Go To Think Tank Index Report за 2014 рік, проведеного Програмою аналітичних центрів і громадянського суспільства Університету Пенсільванії, Інститут Катона займає 16 місце в рейтингу «Кращих аналітичних центрів світу» та номер 8 у рейтингу «Кращі аналітичні центри світу». Think Tank  в США».  Інститут Катона також очолив рейтинг міжнародних аналітичних центрів розвитку з урахуванням бюджету 2014 року.

### Центр лібертаріанських досліджень
Центр лібертаріанських досліджень був лібертаріанською освітньою організацією, заснованою в 1976 році Мюрреєм Ротбардом і Бертоном Блумертом, яка виросла з Лібертаріанських наукових конференцій. З 1977 по 2000 рік він видавав Журнал лібертаріанських досліджень (зараз видається Інститутом Мізеса), інформаційний бюлетень (У гонитві за свободою), кілька монографій та спонсорував конференції, семінари та симпозіуми. Спочатку штаб-квартира була в Нью-Йорку, пізніше переїхала в Берлінгейм, Каліфорнія. До 2007 року він підтримував LewRockwell.com, веб-видання віце-президента Лью Рокуелла. Він також раніше підтримував Antiwar.com, проект Інституту Рендольфа Борна.

### Центр бездержавного суспільства
Центр бездержавного суспільства — ліво-лібертаріанська організація та анархістський мозковий центр вільного ринку.  Дослідження мутуалістичної політичної економії Кевіна Карсона мають на меті відродити інтерес до мутуалізму в спробі синтезувати австрійську економіку з трудовою теорією вартості, намагаючись включити як суб’єктивізм, так і перевагу часу.

### Фонд економічної освіти
Фонд економічної освіти — це лібертаріанський аналітичний центр, присвячений «економічним, етичним і правовим принципам вільного суспільства». Він публікує книги та щоденні статті, а також проводить семінари та лекції.

### Проект «Вільна держава»
Проект «Вільна держава» — це активістський лібертаріанський рух, створений у 2001 році. Він працює над тим, щоб привернути лібертаріанців до штату Нью-Гемпшир для захисту та просування свободи. Станом на липень 2022 року на вебсайті проекту було зазначено, що 19 988 людей пообіцяли переїхати, а 6 232 особи були ідентифіковані як громадяни Нью-Гемпшира.
Учасники Free State Project різними способами взаємодіють із політичним ландшафтом Нью-Гемпшира. У 2017 році в Палаті представників Нью-Гемпшира було 17 представників вільних держав, а в 2021 році Альянс свободи Нью-Гемпшира, який ранжує законопроекти та обраних представників на основі їхньої прихильності до того, що вони вважають лібертаріанськими принципами, набрав 150 представників. як "A−" або вище за рейтинг представників.  Учасники також співпрацюють з іншими групами активістів-однодумців, такими як Rebuild New Hampshire,  Young Americans for Liberty [  Americans for Prosperity.

### Лібертаріанська партія
Лібертаріанська партія - це політична партія, яка підтримує громадянські свободи, невтручання, капіталізм laissez-faire і обмеження розміру та масштабів уряду. Перша в світі подібна лібертаріанська партія була заснована в серпні 1971 року на зустрічах у домі Девіда Нолана у Вестмінстері, штат Колорадо, частково через занепокоєння щодо адміністрації Ніксона, війни у В’єтнамі, призову на військову службу та запровадження фіатні гроші. Він був офіційно створений 11 грудня 1971 року в Колорадо-Спрінгс, штат Колорадо.

### Liberty International
Liberty International – це некомерційна, лібертаріанська освітня організація, розташована в Сан-Франциско. Він заохочує активність у сферах свободи та індивідуальних прав шляхом вільно обраних стратегій своїх членів. Його історія сягає 1969 року  як Товариство індивідуальної свободи, засноване Доном Ернсбергером і Дейвом Волтером.
Попередня назва Liberty International як International Society for Individual Liberty  була прийнята в 1989 році після злиття з Libertarian International, яке координував Вінс Міллер, який став президентом нової організації.

### Інститут Мізеса
Інститут Мізеса – це звільнена від податків лібертаріанська освітня організація, розташована в Оберні, штат Алабама.  Названий на честь економіста австрійської школи Людвіга фон Мізеса, на його вебсайті зазначено, що він існує для сприяння «викладанню та дослідженням в австрійській школі економіки, а також індивідуальній свободі, чесній історії та міжнародному миру в традиціях Людвіга фон Мізеса та Мюррей Н. Ротбард».  За даними Інституту Мізеса, лауреат Нобелівської премії Фрідріх Гаєк входив до їх засновницької ради.
Інститут Мізеса був заснований у 1982 році Лью Рокуеллом, Бертоном Блумертом і Мюрреєм Ротбардом після розколу між Інститутом Катона (Cato) та Ротбардом, який був одним із засновників Інституту Cato.  Додаткову підтримку надали дружина Мізеса Маргіт фон Мізес, Генрі Хазлітт, Лоуренс Фертіг і лауреат Нобелівської премії з економіки Фрідріх Гаєк.  Через свої публікації Інститут Мізеса популяризує лібертаріанські політичні теорії, економіку Австрійської школи та форму неортодоксальної економіки, відому як праксеологія («логіка дії»).

### Інститут Молінарі
Інститут Молінарі — це ліво-лібертаріанська анархістська організація вільного ринку, якою керує філософ Родерік Т. Лонг. Він названий на честь Гюстава де Молінарі, якого Лонг назвав «зачинателем теорії ринкового анархізму».

### Reason Foundation
Reason Foundation — це лібертаріанський аналітичний центр, некомерційна та звільнена від податків організація, заснована в 1978 році.  Він видає журнал Reason і прагне просувати «цінності індивідуальної свободи та вибору, обмеженого уряду, і ринкова політика». У звіті Global Go To Think Tank Index Report за 2014 рік, проведеному Програмою аналітичних центрів і громадянського суспільства Університету Пенсільванії, Reason Foundation посів 41 місце з 60 у «Найпопулярніших аналітичних центрах Сполучених Штатів».

## Люди

### Інтелектуальні джерела
- Стівен Перл Ендрюс – анархіст-індивідуаліст і мутуаліст
- Енріко Аррігоні – анархіст-індивідуаліст і член Лібертаріанської ліги
- Вальтер Блок – економіст австрійської школи в ротбардівській традиції, автор книг « Захист незахищеного» та «Так Рону Полу та свободі»
- Мюррей Букчін – лібертаріанський філософ-соціаліст і член Лібертаріанської ліги
- Кевін Карсон – соціальний теоретик, мутуаліст і лівий лібертаріанець
- Гері Шартьє – правознавець і ліволібертаріанський філософ
- Рой Чайлдс – есеїст і критик
- Жозеф Дежак – лібертаріанець-комуніст, який вперше ввів слово лібертаріанець у політичну філософію та видавець Libertarian: Journal of Social Movement
- Сем Долгофф – анархо-синдикаліст, співзасновник Лібертаріанської ліги
- Ральф Уолдо Емерсон – філософ- індивідуаліст, чиє есе « Політика » спростовує його почуття до уряду та держави
- Річард Епштейн – юрист, спеціалізується в галузі права та економіки
- Девід Д. Фрідман – анархо-капіталістичний економіст Чиказької школи, автор «Машини свободи» та син Мілтона Фрідмана.
- Мілтон Фрідман – монетарист, лауреат Нобелівської премії, економіст, пов’язаний із Чиказькою школою та прихильником економічної дерегуляції та приватизації
- Вільям Батчелдер Грін – анархіст-індивідуаліст і мутуаліст
- Фрідріх Гаєк – лауреат Нобелівської премії, економіст австрійської школи та класичний ліберал, відомий своєю політичною роботою « Шлях до кріпацтва»
- Роберт А. Хайнлайн – письменник-фантаст, який вважав себе лібертаріанцем
- Карл Гесс – спічрайтер і лібертаріанський активіст
- Ганс-Герман Хоппе – політичний філософ і палеолібертаріанець, який пройшов навчання у Франкфуртській школі, затятий критик демократії та розробник етики аргументації
- Джон Хосперс – філософ і політичний діяч
- Майкл Г’юмер – політичний філософ, етичний інтуїтивіст і автор книги «Проблема політичної влади»
- Девід Келлі – філософ-об’єктивіст, відкритий до лібертаріанства та засновник Товариства Атласу
- Стефан Кінселла – деонтологічний анархо-капіталіст і противник інтелектуальної власності
- Семюел Едвард Конкін III – автор Нового лібертаріанського маніфесту та прихильник агоризму та контрекономіки
- Роуз Уайлдер Лейн – мовчазна редакторка книжок своєї матері «Маленький будиночок у преріях» і авторка «Відкриття свободи»
- Роберт Лефевр – бізнесмен і головний теоретик автархізму
- Г. Л. Менкен – журналіст, який приватно називав себе лібертаріанцем
- Людвіг фон Мізес – видатний діяч австрійської школи, класичний ліберал і засновник апріорного економічного методу праксеології
- Ян Нарвесон – політичний філософ і противник застереження Локка
- Альберт Джей Нок – автор, редактор The Freeman and The Nation, Георгіст і відвертий противник Нового курсу
- Роберт Нозік – мультидисциплінарний філософ, мінархіст, критик утилітаризму та автор «Анархії, держави та утопії»
- Ізабель Патерсон – автор книги «Бог машини», яку називають однією з трьох матерів-засновниць лібертаріанства в Сполучених Штатах.
- Рональд Радош – історик і колишній марксист, який став новим лівим і активістом війни у В’єтнамі
- Айн Ренд – філософська письменниця та засновниця об’єктивізму, яка звинуватила лібертаріанців у випадковому плагіаті її ідей
- Леонард Рід – засновник Фонду економічної освіти
- Лью Роквелл – анархо-капіталістичний письменник, постачальник LewRockwell.com і співзасновник палеолібертаріанства
- Мюррей Ротбард – економіст австрійської школи, плідний автор і полеміст, засновник анархо-капіталізму та співзасновник палеолібертаріанства
- Кріс Меттью Скіабарра – політичний теоретик і прихильник діалектичного лібертаріанства
- Томас Соуелл – економіст, соціальний теоретик, політичний філософ і письменник
- Лісандр Спунер – анархіст-індивідуаліст і мутуаліст
- Кларенс Лі Шварц – анархіст-індивідуаліст і мутуаліст
- Генрі Девід Торо – автор книги «Громадянська непокора», аргумент на користь непокори несправедливій державі
- Бенджамін Такер – анархіст-індивідуаліст і соціаліст-лібертаріанець
- Дейв Ван Ронк – фолк-співак і член Лібертаріанської ліги
- Лаура Інґоллс Вайлдер – письменниця, яка була вражена Новим курсом і яку називають однією з перших лібертаріанців у Сполучених Штатах

### Політики
- Джастін Амаш – представник від Мічигану
- Ерік Брейкі – представник штату від штату Мен і кандидат у Сенат 2018 року
- Нік Фрейтас – делегат штату від Вірджинії та кандидат у Сенат 2018 року
- Баррі Голдуотер – колишній сенатор від Аризони та кандидат у президенти 1964 року
- Гленн Джейкобс (більш відомий як Кейн) — професійний борець, республіканець-лібертаріанець і мер округу Нокс, Теннессі з вересня 2018 року.
- Гері Джонсон – колишній губернатор Нью-Мексико та кандидат у президенти від Лібертаріанської партії у 2012 та 2016 роках.
- Джо Йоргенсен – кандидат у віце-президенти від Лібертаріанської партії в 1996 і 2020 роках.
- Майк Лі – сенатор від Юти
- Томас Массі – представник від Кентуккі
- Девід Нолан – засновник Лібертаріанської партії
- Ренд Пол – сенатор від Кентуккі та кандидат у президенти 2016 року
- Рон Пол — колишній депутат від Техасу та кандидат у президенти 1988, 2008 та 2012 років.
- Остін Петерсен — кандидат у президенти від Лібертаріанської партії у 2016 році та кандидат у Сенат штату Міссурі від Республіканської партії у 2018 році.
- Стен Джонс (лібертаріанський політик) – у 2002 і 2006 роках балотувався до Сенату США, а в 2000, 2004 і 2008 роках балотувався на пост губернатора Монтани як кандидат від лібертаріанців.

### Політичні оглядачі
- Нік Гіллеспі – співавтор Reason
- Скотт Хортон – редакційний директор Antiwar.com
- Ліза Кеннеді Монтгомері – ведуча Кеннеді
- Мері О'Грейді – редактор The Wall Street Journal
- Джон Стоссел – ведучий Stossel
- Кетрін Тімпф – співавтор Fox News
- Метт Велч – головний редактор Reason
- Томас Вудс – ведучий Шоу Тома Вудса

## Суперечки

### Політичний спектр
Корі Робін описує лібертаріанство як принципово консервативну ідеологію, поєднану з більш традиціоналістськими консервативними думками та цілями через бажання зберегти ієрархії та традиційні соціальні відносини.  Інші також описують лібертаріанство як реакційну ідеологію за його підтримку laissez-faire капіталізму та серйозну зміну сучасної соціальної держави.
У 1960-х роках Ротбард розпочав публікацію Left and Right: A Journal of Libertarian Thought, вважаючи, що ліво-правий політичний спектр «повністю перекосився». Оскільки консерватори іноді були більш державницькими, ніж ліберали, Ротбард намагався звернутися до лівих.  У 1971 році Ротбард писав про свій погляд на лібертаріанство, який він описав як підтримку вільної торгівлі, прав власності та самоволодіння.  Пізніше він опише свій вид лібертаріанства як анархо-капіталізм  і палеолібертаріанство.
Ентоні Грегорі зазначає, що в рамках лібертаріанського руху, «подібно до того, як загальні поняття «лівий» і «правий» пронизані заплутаністю та неточностями, лівий і правий лібертаріанізм може стосуватися будь-якої кількості різноманітних і часом взаємовиключних політичних орієнтацій".  Деякі лібертаріанці відкидають асоціацію ні з правими, ні з лівими. Леонард Рід написав статтю під назвою «Ні ліві, ні праві: лібертаріанці вище авторитарної деградації».  Гаррі Браун писав: «Ми ніколи не повинні визначати лібертаріанську позицію термінами, вигаданими лібералами чи консерваторами, або як якийсь варіант їхніх позицій. Ми не є фіскально консервативними чи соціально ліберальними. Ми лібертаріанці, які вірять у індивідуальну свободу та особисту свободу. відповідальність з усіх питань у будь-який час».
Тібор Р. Мачан назвав книгу своїх колонок «Ні ліворуч, ні праворуч».  У статті Уолтера Блока «Лібертаріанство є унікальним і не належить ні правим, ні лівим» критикуються лібертаріанці, яких він описав як лівих (К. Джон Баден, Ренді Холкомб і Родерік Т. Лонг) і правих (Едвард Фезер, Ханс-Герман Хоппе і Рон Пол). Блок писав, що ці ліві та праві особи погоджуються з певними лібертаріанськими передумовами, але «ми розходимося в логічних наслідках цих основоположних аксіом».  З іншого боку, такі лібертаріанці, як Кевін Карсон,  Карл Гесс,  Родерік Т. Лонг  і Шелдон Річман  свідомо називають себе лівими лібертаріанцями.

### Об'єктивізм
Об'єктивізм - це філософська система, розроблена російсько-американською письменницею Айн Ренд. Ренд вперше висловила об’єктивізм у художній літературі, зокрема «Ми, живі» (1936), «Джерело» (1943) та «Атлант розправив плечі» (1957), а також у пізніших науково-популярних есе та книгах, таких як «Чеснота егоїзму» (1964) та «Капіталізм»: Невідомий ідеал (1966) та ін.  Леонард Пейкофф, професійний філософ і призначений інтелектуальний спадкоємець Ренд  пізніше надав йому більш формальної структури. Ренд описав об’єктивізм як «концепцію людини як героїчної істоти, з власним щастям як моральною метою її життя, з продуктивними досягненнями як її найблагороднішою діяльністю, і розумом як її єдиним абсолютом».  Пейкофф характеризує об’єктивізм як «закриту систему», що не піддається змінам.
Центральні принципи об’єктивізму полягають у тому, що реальність існує незалежно від свідомості, що люди мають безпосередній контакт із реальністю через чуттєве сприйняття, що людина може отримати об’єктивне знання від сприйняття через процес формування концепції та індуктивної логіки, що належна моральна мета свого життя є прагнення до власного щастя, що єдина соціальна система, яка відповідає цій моралі, це та, яка демонструє повну повагу до індивідуальних прав, втілених у капіталізмі laissez-faire, і що роль мистецтва в житті людини полягає в тому, щоб трансформувати метафізичні ідеї людини шляхом вибіркового відтворення реальності у фізичну форму — твір мистецтва — який можна зрозуміти і на який можна емоційно реагувати. Об’єктивістський рух, заснований Ренд, намагається поширити її ідеї серед громадськості та в академічному середовищі.
Об’єктивізм мав і продовжує справляти великий вплив на лібертаріанський рух. Багато лібертаріанців виправдовують свої політичні погляди, використовуючи аспекти об’єктивізму.  Проте погляди Ренд та її філософії серед видатних лібертаріанців неоднозначні, і багато об’єктивістів вороже ставляться до лібертаріанців загалом.  Тим не менш, об’єктивісти, такі як Девід Келлі та його Товариство Атласу, стверджували, що об’єктивізм є «відкритою системою» і є більш відкритим для лібертаріанців.  Хоча академічні філософи здебільшого ігнорували або відкидали філософію Ренда, об’єктивізм мав значний вплив серед консерваторів і лібертаріанців у Сполучених Штатах.

## Аналіз, сприйняття та критика
Критика лібертаріанства включає етичні, економічні, екологічні, прагматичні та філософські міркування,  включно з думкою, що він не має чіткої теорії свободи.  Було стверджено, що капіталізм laissez-faire не обов'язково дає найкращий або найефективніший результат  і що його філософія індивідуалізму, а також політика дерегуляції не перешкоджають експлуатації природних ресурсів.
Майкл Лінд зауважив, що зі 195 країн сучасного світу жодна не актуалізувала в повній мірі суспільство, яке відстоюють лібертаріанці, стверджуючи: «Якби лібертаріанство було гарною ідеєю, хіба принаймні одна країна не спробувала б її? бути принаймні однією країною з майже двох сотень із мінімальним урядом, вільною торгівлею, відкритими кордонами, декриміналізованими наркотиками, без держави загального добробуту та без системи державної освіти?»  Лінд критикував лібертаріанство за те, що він несумісний з демократією та виправдовує автократію.  У відповідь лібертаріанець Уоррен Редліх стверджує, що Сполучені Штати «були надзвичайно лібертаріанськими від заснування до 1860 року, і залишалися дуже лібертаріанськими приблизно до 1930 року».
Ненсі Маклін критикувала лібертаріанство, стверджуючи, що це праворадикальна ідеологія, яка виступає проти демократії. За словами Макліна, Чарльз і Девід Кох, які схиляються до лібертаріанства, використовували анонімні пожертви на кампанії «темних грошей», мережу лібертаріанських інститутів і лобіювання призначення суддів, які прихильні до лібертаріанства, у федеральних судах і судах штатів Сполучених Штатів, щоб протистояти податкам, державній освіті, закони про захист працівників, закони про захист навколишнього середовища та програму соціального страхування New Deal.

### Лівосторонній
Політичні ліві критикували лібертаріанство за те, що він прихильний до бізнесу та праці  за бажання скасувати державні субсидії людям з обмеженими можливостями та бідним  і за те, що він нездатний вирішувати екологічні проблеми, що, отже, це неспроможний рух в контексті повільної глобальної зміни клімату.  Ліві лібертаріанці, такі як Ноам Хомський, характеризують лібертаріанські ідеології як такі, що схожі на корпоративний фашизм, оскільки вони прагнуть усунути весь державний контроль над економікою, залишивши її виключно в руках приватних корпорацій. Хомський також стверджував, що більш радикальні форми лібертаріанства, такі як анархо-капіталізм, є цілком теоретичними і ніколи не можуть працювати в реальності через залежність бізнесу від держави, а також інфраструктури та державних субсидій.  Інша критика базується на лібертаріанській теорії, згідно з якою можна розрізняти позитивні та негативні права, згідно з якою негативну свободу (негативні права) слід визнавати легітимною, але позитивну свободу (позитивні права) слід відкидати.  Соціалісти також мають іншу точку зору та визначення свободи, дехто стверджує, що капіталістичний спосіб виробництва обов’язково спирається на порушення свободи членів робітничого класу з боку капіталістичного класу та відтворює їх, наприклад, через експлуатацію праці та через відчуження від продукту своєї праці.
Анархічні критики, такі як Браян Морріс, висловлювали скептицизм щодо щирості лібертаріанців у підтримці обмеженої або мінімальної держави, або навіть відсутності держави взагалі, стверджуючи, що анархо-капіталізм не скасовує державу і що анархо-капіталісти «просто замінили державу приватною охоронні фірми, і їх навряд чи можна назвати анархістами, як зазвичай розуміють цей термін».  Пітер Сабатіні зазначив: «У лібертаріанстві Ротбард представляє точку зору меншості, яка фактично стверджує про повне знищення держави. Однак заява Ротбарда як анархіста швидко стає недійсною, коли доводиться, що він лише хоче покінчити з громадськістю. Замість нього він допускає незліченну кількість приватних штатів, де кожна особа постачає свою власну поліцію, армію та закон чи інше. купуючи ці послуги у капіталістичних продавців. [...] Ротбард не бачить нічого поганого в накопиченні багатства, тому ті, у кого більше капіталу, неминуче матимуть у своєму розпорядженні більшу силу примусу, як і зараз».  Для Боба Блека лібертаріанці — це консерватори, а анархо-капіталісти хочуть «скасувати державу на власне задоволення, називаючи її якось інакше». Блек стверджує, що анархо-капіталісти не засуджують те, що робить держава, а лише «заперечують тому, хто це робить».  Так само Пол Берч стверджував, що анархо-капіталізм розчиниться в суспільстві міст-держав.
Інші лібертаріанці критикували те, що вони називають пропертаріанізмом, з Урсулою К. Ле Ґуїн, яка протиставляє в «Позбавлених» (1974) пропертаріанське суспільство з таким, яке не визнає права приватної власності  намагаючись показати, що власність об’єктивує людські істоти..  Ліві лібертаріанці, такі як Мюррей Букчин, заперечували проти того, щоб пропертаріанці називали себе лібертаріанцями.  Букчін описав три концепції володіння, а саме: сама власність, володіння та узуфрукт, тобто привласнення ресурсів у силу використання.

### Правосторонній
Консервативний філософ-традиціоналіст Рассел Кірк із політичних правих критикував лібертаріанство, цитуючи вислів Т. С. Еліота «щебечучі сектанти», щоб описати їх. Кірк поставив під сумнів злиття між лібертаріанськими та традиціоналістськими консерваторами, яке відзначало більшу частину післявоєнного консерватизму в Сполучених Штатах.  Кірк заявив, що «хоча консерватори та лібертаріанці поділяють опозицію до колективізму, тоталістичної держави та бюрократії, в іншому вони не мають нічого спільного»  і назвав лібертаріанський рух «ідеологічною клікою, яка назавжди розколюється на ще менші та дивніші секти, але рідко сполучається». Вважаючи, що існує лінія поділу між віруючими в «якийсь трансцендентний моральний порядок» і «утилітаристами, які не визнають трансцендентних санкцій за поведінку», він включив лібертаріанців до останньої категорії.  Він також дорікав лібертаріанцям за те, що вони вважають капіталізм абсолютним благом, стверджуючи, що економічний егоїзм недостатній для утримання економічної системи і що він ще менш адекватний для збереження порядку.  Кірк вважав, що, прославляючи особистість, вільний ринок і боротьбу за матеріальний успіх, лібертаріанство послаблює спільноту, сприяє матеріалізму та підриває цінування традицій, любові, навчання та естетики, які, на його думку, були важливими складовими справжньої спільноти.
Письменник і професор Карл Богус стверджує, що між лібертаріанцями та консерваторами-традиціоналістами в Сполучених Штатах існували фундаментальні відмінності, оскільки лібертаріанці хотіли, щоб ринок був якомога нерегульованим, тоді як консерватори-традиціоналісти вважали, що великий бізнес, якщо його не стримувати, може збіднити національне життя та загрожувати свободі.  Лібертаріанці також вважали, що сильна держава загрожуватиме свободі, тоді як традиціоналісти-консерватори вважали сильну державу, таку, яка належним чином сконструйована, щоб гарантувати, що не надто багато влади, накопиченої в одній гілці, є необхідним для забезпечення свободи.